# 京都府総合教育センター
京都府総合教育センター（きょうとふそうごうきょういくセンター、英称：Kyoto Prefectural Education Center）は、京都府が設置する教育に関する研究及び教育関係職員の研修を行う機関である。

## 概要
京都府総合教育センターは京都府における教育の振興を図るため1981年前身の京都府教育研究所を廃止して設置される。また、同センターの支所として、北部研修所が1999年に設置される。また、本館には京都府立桃山高等学校が隣接している。

## 所在地
- 京都府総合教育センター - 京都市伏見区桃山毛利長門西町
- 京都府総合教育センター北部研修所 - 京都府綾部市川糸町堀ノ内

## 事業
事業内容は下記の通りである。
1. 教育に関する専門的、技術的事項の研究に関すること
2. 教育関係職員の研修に関すること
3. 教育相談に関すること
4. 教育に関する図書及び資料の収集及び活用に関すること
5. 前項に掲げるもののほか、教育の振興に関し必要な事業

## 沿革
- 1947年（昭和22年）7月 京都府教育研究所の設立
- 1981年（昭和56年）3月 京都府教育研究所廃止
- 1981年（昭和56年）4月 京都府総合教育センター発足
- 1999年（平成11年）4月 北部研修所開所

## 組織
- 総務部
- 企画研究部
- 研修・支援部
- 特別支援教育部
- 教育相談部
  - 北部教育相談室
- 人材育成支援室
- 科学技術教育部